# Thyridopteryx coniferarum
Thyridopteryx coniferarum är en fjärilsart som beskrevs av Alpheus Spring Packard 1864. Thyridopteryx coniferarum ingår i släktet Thyridopteryx och familjen säckspinnare. Inga underarter finns listade i Catalogue of Life.